# Condado de Blair
O Condado de Blair é um dos 67 condados do Estado americano da Pensilvânia. A sede do condado é Hollidaysburg, e sua maior cidade é Hollidaysburg. O condado possui uma área de 1 365 km²(dos quais 3 km² estão cobertos por água), uma população de 129 144 habitantes, e uma densidade populacional de 95 hab/km² (segundo o censo nacional de 2000). O condado foi fundado em 26 de fevereiro de 1846.